# سیارک ۷۶۱۱
سیارک ۷۶۱۱ (به انگلیسی: 7611 Hashitatsu، نامگذاری:1996BW1) هفت هزار و ششصد و یازدهمین سیارک کشف شده‌است که در ۲۳ ژانویه ۱۹۹۶ کشف شد.
قدر مطلق سیارک برابر ۵۸.۸ است.